# 서부두꺼비
서부두꺼비(영어: western toad)는 북아메리카 서부에 자생하는 신장 5.6 센티미터-13 센티미터의 대형 두꺼비 종이다. 잡을 수 있는 모든 종류의 곤충을 잡아먹는다. 두꺼비치고는 꽤 먼 거리를 도약할 수 있다. 산간지역에서는 3월에서 7월 사이, 저지대에서는 1월 쯤에 번식한다. 암컷은 물가에 최대 17,000여개의 알을 산란한다.